# فرودگاه نیروی هوایی سلطنتی اسنیترفیلد
فرودگاه نیروی هوایی سلطنتی اسنیترفیلد (به انگلیسی: RAF Snitterfield) یک فرودگاه نظامی است که یک باند فرود بتن دارد و طول باند آن ۱۷۵۰ متر است. این فرودگاه در کشور انگلستان قرار دارد و در ارتفاع ۱۱۶ متری از سطح دریا واقع شده است.